# Gábor László (építész)
Gábor László (Debrecen, 1910. november 22. – Budapest, 1981. október 28.) magyar építész.

## Élete
Dr. Gábor (1881-ig Goldstein) Jenő ügyvéd és Kardos Margit második gyermekeként született. Apai nagyszülei Goldstein Márkus (1857–1902) kereskedő és Preisz Sarolta, anyai nagyszülei dr. Kardos (Kacz) Samu ügyvéd és Engländer Malvin voltak. A Királyi József Műegyetemen végezte el egyetemi tanulmányait, ahol 1933-ban kapott oklevelet. Legelőször egyedül és önállóan munkálkodott. 1948-tól az Építésügyi Minisztérium főosztályvezetője is volt. 1949 október hónapjától tanított a Budapesti Műszaki Egyetemen, egészen 1981 júniusában bekövetkezett nyugdíjazásáig.
1973-ban a Magyar Tudományos Akadémia levelező, később, 1979-ben rendes tagjává vált.

## Művei
Több tankönyvet is írt.
- Épületszerkezettan 1-4. kötet (Budapest, 1973-1977)
- Az információ továbbítása és vétele az iparosított építésben (Budapest, 1979) (Társszerző: Párkányi Mihály)
- Tetőfedések és fémlemezmunkák 1-3. kötet (Budapest, 1952)

## Díjak
- Ybl Miklós-díj (1963) – Pedagógus tevékenységéért.
- Állami Díj III. fokozat (1965) – Az épületszerkezettan magyarországi tudományos megalapozásáért és Épületszerkezettan című művéért.

## Emlékezete
- Győr városában a Gábor László Építőipari Műhelyiskola róla kapta a nevét.